# Pepe Oneto
José Manuel Oneto Revuelta, también conocido como Pepe Oneto (San Fernando, 14 de marzo de 1942-San Sebastián, 7 de octubre de 2019), fue un periodista y escritor español.

## Biografía
Tras alcanzar el título de periodismo comenzó su actividad profesional en el Diario Madrid donde permaneció hasta su cierre en 1971. Durante la Transición a la democracia se incorporó a las agencias France-Presse y Colpisa. A través de esta última escribió sus crónicas políticas publicadas por quince periódicos, entre los que figuraba La Vanguardia. En esa época, trabajó con el escritor y periodista francés Jacques Kaufmann quien era entonces corresponsal extranjero en Madrid.
En 1974 entró en la plantilla de la revista Cambio 16, escribiendo sobre información política y económica. En 1975 fue nombrado subdirector de la publicación y poco después director. La revista política se convirtió en ese momento en uno de los baluartes de la apertura informativa que se produjo durante la transición, llegando a alcanzar el medio millón de ejemplares. Más tarde sería también nombrado director general de publicaciones del Grupo 16.
En 1986 se incorporó al Grupo Zeta, pasando a dirigir la revista Tiempo, responsabilidad en la que permaneció hasta 1996. Durante ese tiempo la publicación se convirtió en una de las de mayor tirada entre las revistas de contenido político.
También fue director de informativos en Antena 3 Televisión entre 1996 y 1998. En 2000, y de nuevo en 2016, fue nombrado miembro del Consejo de Administración del Ente Público de Radio Televisión de Madrid —Telemadrid — a propuesta del Partido Popular.
Desde 1998 era, de nuevo, consejero editorial del Grupo Zeta y seguía escribiendo en Tiempo y en El Periódico de Cataluña. Desde 2010 era consejero editorial y columnista del diario Republica.com.
Comentarista político, era habitual en las tertulias de actualidad tanto en radio como en televisión, habiendo colaborado en los espacios Día a día (1996-2004) y La mirada crítica (1999-2002), en Telecinco; Hermida y Cía (1993-1996), La hora H (1996-1997) El primer café (1996-1998), Cada día (2004-2005), Ruedo ibérico (2004-2006) y Espejo público (2006-2019) en Antena 3, La noche en 24 horas (2015-2018) en TVE; Herrera en la onda (2004-2015), Más de uno (2015-2019) y La brújula en Onda Cero.
Falleció a causa de complicaciones en una apendicitis, derivada en septicemia.

## Libros publicados
- Detrás de ti
- Arias entre dos crisis 1973-1975, 1975
- Cien días en la muerte de Francisco Franco, 1975
- José María de Areilza, 1977
- Los últimos días de un Presidente: de la dimisión al golpe de Estado, 1981
- La noche de Tejero, 1981
- ¿Adónde va Felipe?, 1983
- Comando Madrid, 1984
- El secuestro del Cambio, 1984
- Anatomía de un cambio de régimen, 1985
- La verdad sobre el caso Tejero: el proceso del siglo, 1985
- Veinte años que cambiaron España, 1999
- Cien días que cambiaron España, 2005
- 23-F. La historia no contada, 2006

## Premios
- Premio Agustín Merello 2010
- Premio Nacional de Periodismo
- Antena de Oro de Televisión.
- I Premio Santiago Castelo a la Trayectoria Periodística 2016